# 요로나의 저주
《요로나의 저주》(영어: The Curse of La Llorona)는 미국의 2019년 초자연 미스터리 공포 스릴러 영화이다. 일부 지역에서는 The Curse of the Weeping Woman으로 유통되었다. 마이클 차베스의 장편 영화 연출 데뷔작이며, 미키 다우트리와 터바이어스 아이코니스가 각본을 썼다.
멕시코의 민간 전승 설화 속에 등장하는 라 요로나(La Llorona)를 소재로 한 이 영화는 1970년대 로스앤젤레스에 사는 주인공이 자녀를 둔 엄마들을 따라 다니며 아이들을 훔치고 살해하는 원귀로부터 자신의 아이들을 구해내는 이야기이다. 컨저링 유니버스의 여섯 번째 작품이다.
린다 카덜리니, 레이먼드 크루즈, 파트리시아 벨라스케스 등이 출연했으며, 제임스 완이 아토믹 몬스터 프로덕션스를 통해 제작에 참여하였다. 그 외 참여 제작사로는 뉴 라인 시네마 등이 있으며, 배급사는 워너 브라더스 픽처스이다. 평단으로부터 부정 평가를 받았으나 흥행에는 성공하였다.

## 줄거리
1673년 멕시코. 어린 형제가 엄마에게 목걸이를 선물한 뒤 엄마가 형제를 냇물에 익사시킨다.
1973년 로스앤젤레스. 남편이 사망한 뒤 홀로 두 아이를 키우고 있는 사례별 사회 복지사(caseworker) 애나 가르시아는 관리 대상 중 하나인 퍼트리샤 앨버레즈의 아이들 상황을 점검하기 위해 가정 방문을 한다. 퍼트리샤는 애나가 자신이 방 안에 가둬 둔 아이들을 밖으로 빼내려고 하자 애나를 공격하다가 경찰에 잡혀가 아이들과 분리되고, 그 후 퍼트리샤의 아이들은 강에서 익사한 상태로 발견된다. 퍼트리샤는 애나를 탓하며 자신은 악령 “라 요로나”로부터 아이들을 보호하려고 했던 거라고 소리를 지른다.
흰 드레스 차림의 라 요로나는 이제 애나의 자녀들인 크리스와 샘 앞에 나타나기 시작하고, 거울을 통해서 모습을 비치거나 실물로 나타나 화상을 입히고 죽이려 든다. 퍼레즈 신부는 라 요로나(La Llorona), 즉 일명 우는 여자(The Weeping Woman)는 지역 최고의 미녀였으며 부자 청년과 사랑에 빠져 가정을 꾸렸지만 남편이 더 어린 여성과 잠자리를 가진 걸 보고 복수를 위해 아이들을 죽였으며 제정신으로 돌아온 뒤 죄책감에 빠져 자살했다고 알려준다. 이는 이후 어른들 말을 듣지 않으면 라 요로나가 잡아간다는 식으로 아이들에게 겁을 줄 때 써먹는 이야기가 되었다는 것이다.
애나는 퍼트리샤를 면회 방문한다. 퍼트리샤는 라 요로나에게 애나의 아이들을 데려가고 대신 자신의 아이들을 되돌려 달라고 빌었다고 밝힌다. 애나는 퍼레즈 신부에게 도움을 정한다. 신부는 애나벨 사건에 대한 언급으로 포문을 연 뒤 구마를 허락 받으려면 몇 주가 걸리니 전직 신부인 주술사 래페이엘에게 나쁜 기운을 쫓아주는 쿠란데로(Curandero)를 부탁하라고 조언한다.
래페이엘이 우선 새알을 이용해 악령의 존재를 탐지하고 정화하는 림피아(Limpia) 의식을 하자 계란들이 저절로 터지며 검은 액체가 뿜어져 나온다. 래페이엘은 라 요로나의 자녀 살해가 이뤄진 강가에 있던 편백나무로 만든 십자가를 준비한다. 이 나무는 당시의 사건을 직접 목격했기에 라 요로나에게 특별한 힘을 행사할 수 있다는 것이다. 래페이엘은 또한 현관 문턱에 콩을 뿌려 라 요로나의 진입을 막는다.
하지만 자녀 살해 및 학대에 관한 증거 불충분으로 풀려난 퍼트리샤가 나타나 일부러 콩의 진형을 망가트리고 집 안으로 라 요로나를 불러들인다. 라 요로나에게 그녀의 아이들이 선물했던 목걸이를 보여주자 라 요로나는 잠시 생전의 인간 형상을 갖춘다. 하지만 샘이 실수로 라 요로나가 거울을 보게 해 현재의 모습을 다시 자각하게 만들자 라 요로나는 악령으로 되돌아온다. 그러나 마음을 고쳐먹은 퍼트리샤가 더 이상 애나를 방해하지 않자 애나는 편백나무 십자가를 라 요로나에게 박아 퇴치한다.

## 출연진
- 린다 카덜리니 - 애나 테이트 가르시아 역
- 로먼 크리스투 - 크리스 역
- 제이니린 킨천 - 서맨사 “샘” 역
- 레이먼드 크루즈 - 래페이엘 올베라 역
- 매리솔 러미레즈 - 라 요로나 역
- 파트리시아 벨라스케스 - 퍼트리샤 앨버레즈 역
- 숀 패트릭 토머스 - 쿠퍼 형사 역
- 토니 아멘돌라 - 퍼레즈 신부 역

## 기타 제작진
- 배역: 리치 딜리아
- 미술: 멜러니 존스
- 세트: 샌드라 스코라
- 의상: 메건 스패츠